# IPCC第二次評估報告
IPCC第二次評估報告（英語：IPCC Second Assessment Report，簡稱SAR）是聯合國政府間氣候變化專門委員會（IPCC）於1995年發佈的第二份有關全球氣候變化的報告，對當時有關氣候變化所涉及的科學和社會經濟信息提出評估。報告分為四個部分：用以解釋聯合國氣候變化綱要公約（UNFCCC）第2條的綜合報告、氣候變化科學（第一工作組（WG I）撰寫）、氣候變化的影響、調適和緩解（第二工作組（WG II）撰寫）、氣候變化的經濟和社會層面（第三工作組（WG III）撰寫）。前述的後三個部分都附有政策制定者摘要 (Summary for Policymakers，SPM)，是與各國代表達成的共識。
第一工作組報告的SPM包含以下聲明： 全球溫室氣體濃度持續增加、人為氣膠會產生負輻射強迫、氣候於過去一個世紀已來已發生變化（自19世紀末以來已上升0.3至0.6°C，此估計自1990年發佈IPCC第一次評估報告以來並無顯著變化）以及所有證據顯示人類活動對全球氣候有明顯的影響（自第一次評估報告發表以來，由於增添包括有氣膠、耦合模型及採用氣候模型方面的研究，在區分自然和人為活動對氣候的影響方面取得相當大的進展）。預期氣候仍會持續變化（模擬的真實性增加而置信度有所提升，重要的不確定性仍存在，但在預測中已將其列入考慮）。報告最後指出其中仍存在許多不確定性（例如對未來溫室氣體排放和生物地球化學循環的估計、氣候模型，及用於模型測試、變異性評估和檢測研究的儀器測量數據）。

## 概述
第二次評估報告的標題為《1995年氣候變化（Climate Change 1995）》，包含三個工作組各自撰寫的報告以及一份綜合報告：
- 第一工作組報告：氣候變化的科學面(IPCC SAR WG1 1995)。
- 第二工作組報告：氣候變化的影響、調適與緩解：科學技術分析(IPCC SAR WG2 1995)。
- 第三工作組報告：氣候變化的經濟和社會層面(IPCC SAR WG3 1995)。
- "全部報告"包括與解釋《UNFCCC》第2條相關的科學技術信息綜合報告，以及三個工作組報告所包含的政策制定者摘要(IPCC SAR SYR 1995)。

評估報告由全球兩千多名專家參與編寫，"包含氣候變化問題的事實基礎，從現有的專家文獻中彙集，再經專家和政府進一步仔細審查後所得。"
綜合報告的目的是提供科學、技術和社會經濟信息，以確定:
何種溫室氣體濃度被視為會"對氣候系統造成危險的人為干擾"，以及規劃一個具有可持續經濟發展的未來。

## 結論
第一工作組的專家指出
二氧化碳仍是導致氣候變化最重要的人為強迫因素，對未來全球平均氣溫變化和海平面上升的預測，證實人類活動將會以前所未有的程度把地球氣候改變。大氣中長期溫室氣體的積累以及氣候系統對這些積累的反應，顯示氣候變化中的許多重要方面實際上已呈不可逆轉趨勢。 
隨後，第一工作組將其對第一次和第二次評估中的報告描述為經由下述了解而發展：溫室效應已被充分理解，溫室氣體排放正在增加（主要源自人類活動），而應會導致嚴重的全球變暖（雖然缺乏對特定區域預測的能力），對全球變暖有更大程度的了解，且非常可能（most likely）是由人類所造成（雖然仍存在不確定性），以及必須大幅降低溫室氣體排放以穩定大氣中溫室氣體的濃度。
第二工作組評估全球變暖所產生的一系列影響是否經由人為干擾，而對氣候系統造成危害。而第三工作組則提供信息，以協助各國"做出他們認為最合適，符合當地實際情況的決定"。

## 第8章：氣候變化檢測及其歸因
在IPCC撰寫評估報告的流程中，每一章的"主要撰寫者召集人"與其他主要撰寫者和撰寫者合作，就該章的結構達成一致看法，並指派科學家團隊撰寫出經整個作者組認可的草稿。隨後，參與國政府對草案提出審查意見，並納入評估報告中，然後在IPCC全體會議中提請通過。
當時的IPCC主席伯特·博林在甄選第8章的主要撰寫者遭遇困難。經一番拖延後，正在從事博士後研究相同主題的班傑明·D·桑特被說服來承擔這項任務。有20名來自不同國家的參與者於1994年8月在美國加利福尼亞州利佛摩舉行首次會議，確定科學主題領域，隨後透過電子郵件繼續討論。在首次起草會議上（同年10月在瑞典錫格蒂納舉行），桑特主張這一章應討論觀測和模型中的不確定性，並說服其他參與者（報告中的其他章節也涵蓋此類內容）。然後，"第0號"稿件被分送給科學主題專家、所有章節撰寫者和其他章節的主要撰寫者進行同行評審。得到的回覆被納入1995年3月在英國布萊頓舉行的第二次起草會議。 第一工作組的整個草案以及決策者摘要於同年5月提交給參與國政府進行全面的"國家審查"，尋求意見，以便於7月在美國北卡羅來納州阿什維爾舉行的第三次起草會議中將之加入。桑特於7月的會議中並未收到各國政府對這次會議的評論，有些評論遲至當年11月的全體會議時才送達。 
於10月5日提出的第8章報告草案中包含有關證據的執行摘要，經加上各種限制條件後提出："總體而言，這些結果顯示的是人類對氣候有影響。"在同年11月於西班牙馬德里舉行的全體會議上，各國政府要求改變政策制定者摘要中的措辭，博林經長時間的討論後建議使用形容詞"可辨別的（discernible）"一字，而得到一致同意。批准的決策者摘要包括標題為"所有證據表明人類對全球氣候有可識別的影響"的章節，列出檢測和歸因研究的進展，並警告說"目前我們將人類對全球氣候影響作量化的能力有限，因為預期信號仍在自然變化的噪音中浮現，同時也因關鍵因素存在不確定性。"隨後IPCC要求桑特把本章的其餘部分也採用這個"可辨別的"字。
經通過的版本，其開頭的摘要指出，"這些結果顯示在過去100年來觀測到的全球平均溫度趨勢不太可能完全是自然發生。更重要的是有證據顯示一種正在出現的模式 - 在觀測到的氣候記錄中，氣候對溫室氣體和硫酸鹽氣膠強迫的反應。總之，這些結果指出人類對全球氣候已造成影響。"本章的最後一段指出，"在我們對氣候系統的物理理解的背景下審查第8章中的統計證據時，表明人類對全球氣候的影響是可識別的。" IPCC主席博林及另一聯合主席約翰·修頓（英國物理學家）和L. Gylvan Meira Filho（巴西科學與科技部長） 為SAR撰寫介紹性序言，強調"觀察結果顯示'人類對全球氣候變化有明顯的影響'，這是本報告揭示的主要發現之一，為討論氣候問題增添一新的重要維度。"
在第二次評估報告發佈之前，能源行業遊說組織全球氣候聯盟向記者、美國國會議員和科學家發送一份題為《IPCC：組織化的科學滅絕（Institutionalized Scientific Cleansing）》的報告，稱桑特在未經撰寫者批准的情況下，經獲得IPCC工作組同意後將報告中表徵科學不確定性的內容刪除。三週後（即第二次評估報告發佈一週後），退休凝聚體物理學家（為美國國家科學院前院長、喬治·C·馬歇爾研究所和科學與環境政策項目主席，但其並非氣候學家）弗雷德里克·塞茨在《華爾街日報》發表一封投書，呼應全球氣候聯盟的觀點。塞茨在這封信中聲稱桑特"在同行評審過程中犯下令人不安的腐敗行為"。塞茨批評第8章的結論，並寫道，"在科學家們會面並接受他們認為的最終同行評審版本之後，卻做出關鍵性的改變"，刪除一些塞茨未透露姓名科學家的"隱含懷疑論"。
第8章的主要撰寫者桑特的立場得到IPCC其他撰寫者以及美國氣象學會 (AMS) 和大氣科學研究大學聯盟 (UCAR) 中高級人士支持。AMS以及UCAR的兩位主席表示，"一些人有系統地破壞和抹黑科學流程，而正是這些流程引領許多致力了解氣候的科學家得到結論 -人類確實有可能（a üery real possibility）正在改變全球的氣候模式。"
其他反駁塞茨評論的人包括有：密西根大學教授Paul N.Edwards及IPCC美國氣候學家史蒂芬·施奈德（IPCC報告撰寫者之一），兩人於1997年共同發表一篇論文表達立場，以及2007年向英國監管機構英國通訊管理局提出對電視節目《全球暖化大騙局》的投訴。於2007年出現的投訴包括前IPCC主席博林對塞茨評論的駁斥。 

## 關於統計生命價值的爭論
有關SAR中第三工作組報告引發的爭議之一是人類生命的經濟價值 - 將導致人命損失的氣候變化影響予以貨幣化（即轉換為美元價值）。
通常在作估計時，會將氣候變化產生的健康風險予以貨幣化，便於與其他健康風險的評估建立"一致"的基礎。而對於氣候變化影響採用貨幣化方式估算有多種不同觀點存在。
SAR後來發佈的IPCC評估報告均將貨幣化估算的優點和缺點提出討論。
在SAR的準備過程中，對第三工作組撰寫的政策制定者摘要（SPM）有分歧的看法。 SPM由一組IPCC撰寫者起草，然後與來自所有UNFCCC締約方的政府代表（即世界上大多數政府的代表）討論。一些政府（例如印度）認為其中人類生命的經濟價值（經濟學家稱之為"統計生命價值"）顯示的是生活在貧窮國家的人命價值低於在富裕國家的。SAR相關章節的主要撰寫者大衛·皮爾斯正式對SPM的爭論提出異議。根據皮爾斯的說法：
[報告]相關章節的統計生命值是基於不同國家的實際研究而得到的結果……第6章的撰寫者沒接受、現在仍然不接受的是某些[政府]代表的呼籲：採用與基於支付意願的最高數字相同的估值。
換句話說，一些政府代表希望貧窮國家的"統計生命價值"與富裕國家的"統計生命價值"具有同等的價值。 IPCC撰寫者之一，於倫敦大學學院任教的Michael Grubb後來評論道：
我們許多人認為那些提出異議的政府基本上是正確的。 [皮爾斯使用的]指標對於確定特定政府如何在其內部項目之間進行權衡有其意義。但當問題是由一些國家對其他國家造成損害時，同樣的邏輯就無法成立：為和排放大國 - 主要是工業化國家 - 造成的死亡要根據受害者國家的較低的財富來作評估？

### 資料來源
所有SAR內容均可在IPCC的網頁上取得： documents web page （页面存档备份，存于）.
- IPCC SAR WG1, Houghton, J.T.; Meira Filho, L.G.; Callander, B.A.; Harris, N.; Kattenberg, A.; Maskell, K. , 编, , Contribution of Working Group I to the Second Assessment Report of the Intergovernmental Panel on Climate Change, Cambridge University Press, 1995, ISBN 0-521-56433-6 (pb: 0-521-56436-0) pdf （页面存档备份，存于）.

- IPCC SAR WG2, Watson, R.T.; Zinyowera, M.C.; Moss, R.H. , 编, , Contribution of Working Group II to the Second Assessment Report of the Intergovernmental Panel on Climate Change, Cambridge University Press, 1995, ISBN 0-521-56431-X (pb: 0-521-56437-9) pdf.
- IPCC SAR WG3, Bruce, J.P.; Lee, H.; Haites, E.F. , 编, , Contribution of Working Group III to the Second Assessment Report of the Intergovernmental Panel on Climate Change, Cambridge University Press, 1995, ISBN 0-521-56051-9 (pb: 0-521-56854-4) pdf 的存檔，存档日期2017-10-11..

- IPCC SAR SYR, , Second Assessment Report of the Intergovernmental Panel on Climate Change, IPCC, 1995 pdf （页面存档备份，存于）.

- Stern, N.  (报告). London: HM Treasury. 2006  [2017-03-08]. （原始内容存档于2010-04-07）.
- IPCC TAR WG1. Houghton, J.T.; Ding, Y.; Griggs, D.J.; Noguer, M.; van der Linden, P.J.; Dai, X.; Maskell, K.; Johnson, C.A. , 编. . Contribution of Working Group I to the Third Assessment Report of the Intergovernmental Panel on Climate Change. Cambridge University Press. 2001  [2019-12-18]. ISBN 978-0521807678. （原始内容存档于2019-12-15）. (pb: 0521014956)
- IPCC TAR WG2. McCarthy, J. J.; Canziani, O. F.; Leary, N. A.; Dokken, D. J.; White, K. S. , 编. . Contribution of Working Group II to the Third Assessment Report of the Intergovernmental Panel on Climate Change. Cambridge University Press. 2001  [2019-12-18]. ISBN 978-0521807685. （原始内容存档于2016-05-14）. (pb: 0521015006)
- Rive, N.; Jackson, B.; Rado, D.; Marsh, R. . OfcomSwindleComplaint. 2007-06-11  [2023-10-20]. （原始内容存档于2016-03-04）.. Also available as a PDF （页面存档备份，存于）
- IPCC AR4 WG3. Metz, B.; Davidson, O.R.; Bosch, P.R.; Dave, R.; Meyer, L.A. , 编. . Contribution of Working Group III to the Fourth Assessment Report of the Intergovernmental Panel on Climate Change. Cambridge University Press. 2007  [2023-10-20]. ISBN 978-0521880114. （原始内容存档于2018-11-03）. (pb: 978-0521705981).

## 外部連結
- Intergovernmental Panel on Climate Change website （页面存档备份，存于）